# Байряки-Тамакское сельское поселение
Байряки-Тамакское се́льское поселе́ние — муниципальное образование в Ютазинском районе Татарстана Российской Федерации.
Административный центр — село Байряки-Тамак.

## История
Статус и границы сельского поселения установлены Законом Республики Татарстан от 31 января 2005 года № 46-ЗРТ «Об установлении границ территорий и статусе муниципального образования "Ютазинский муниципальный район" и муниципальных образований в его составе».

## Население
| 2010 | 2011 | 2012 | 2013 | 2014 | 2015 | 2016 |
| ---- | ---- | ---- | ---- | ---- | ---- | ---- |
| 846  | ↘844 | ↗846 | ↘828 | ↘806 | ↘800 | ↘773 |
| 2017 | 2018 |      |      |      |      |      |
| ↘732 | ↘713 |      |      |      |      |      |

## Состав сельского поселения
| № | Населённый пункт | Тип населённого пункта       | Население |
| - | ---------------- | ---------------------------- | --------- |
| 1 | Байряки-Тамак    | село, административный центр |           |
| 2 | Кряш-Буляк       | село                         |           |
| 3 | Подгорный        | посёлок                      |           |